# Autretot
Autretot är en kommun i departementet Seine-Maritime i regionen Normandie i norra Frankrike. Kommunen ligger i kantonen Yvetot som tillhör arrondissementet Rouen. År 2018 hade Autretot 649 invånare.

## Befolkningsutveckling
Antalet invånare i kommunen Autretot
| Referens: INSEE |